# هارولد كلايف نيومان
هارولد كلايف نيومان (بالإنجليزية: Harold Clive Newman) هو موظف مدني أسترالي، ولد في 5 يونيو 1896، وتوفي في 6 ديسمبر 1983.